# Pectinopsebium
Pectinopsebium is een kevergeslacht uit de familie van de boktorren (Cerambycidae). De wetenschappelijke naam van het geslacht werd voor het eerst geldig gepubliceerd in 2012 door Adlbauer & Bjørnstad.

## Soorten
Pectinopsebium is monotypisch en omvat slechts de volgende soort:
- Pectinopsebium mourgliai Adlbauer & Bjørnstad, 2012